# Narcissus bulbocodium
Narcissus bulbocodium är en amaryllisväxtart som beskrevs av Carl von Linné. Narcissus bulbocodium ingår i släktet narcisser, och familjen amaryllisväxter.

## Underarter
Arten delas in i följande underarter:
- N. b. bulbocodium
- N. b. quintanilhae

## Bildgalleri

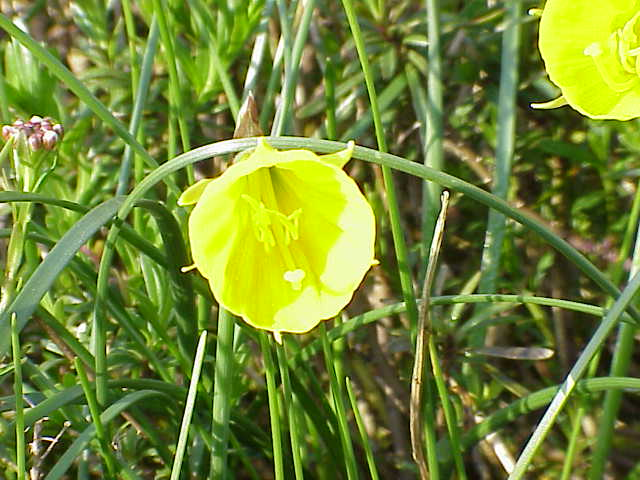
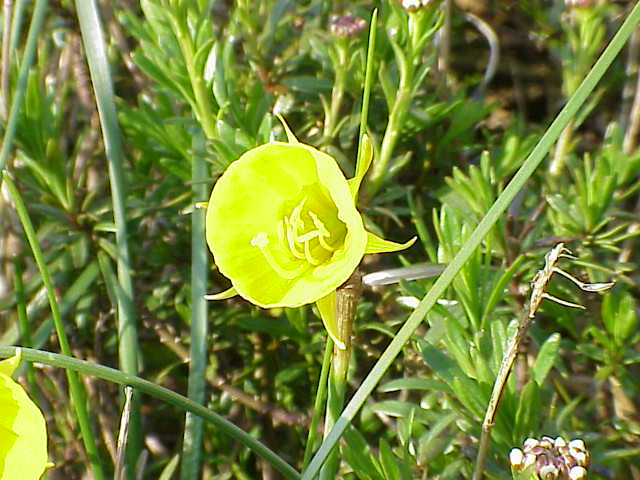
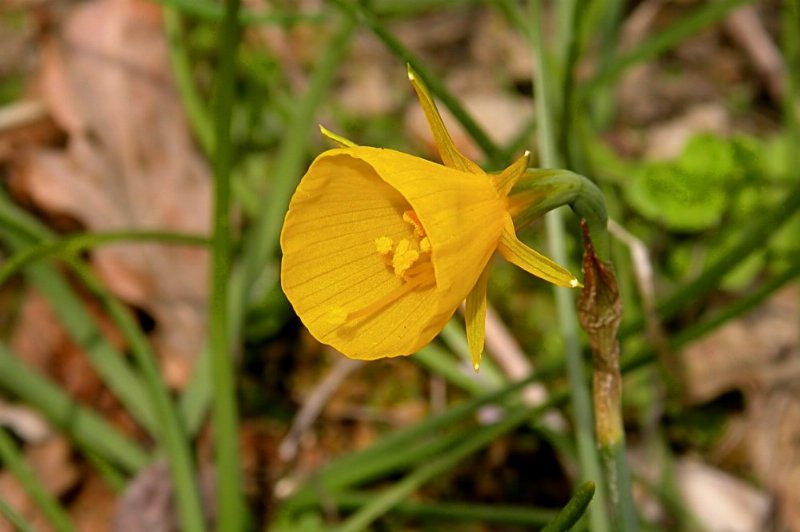
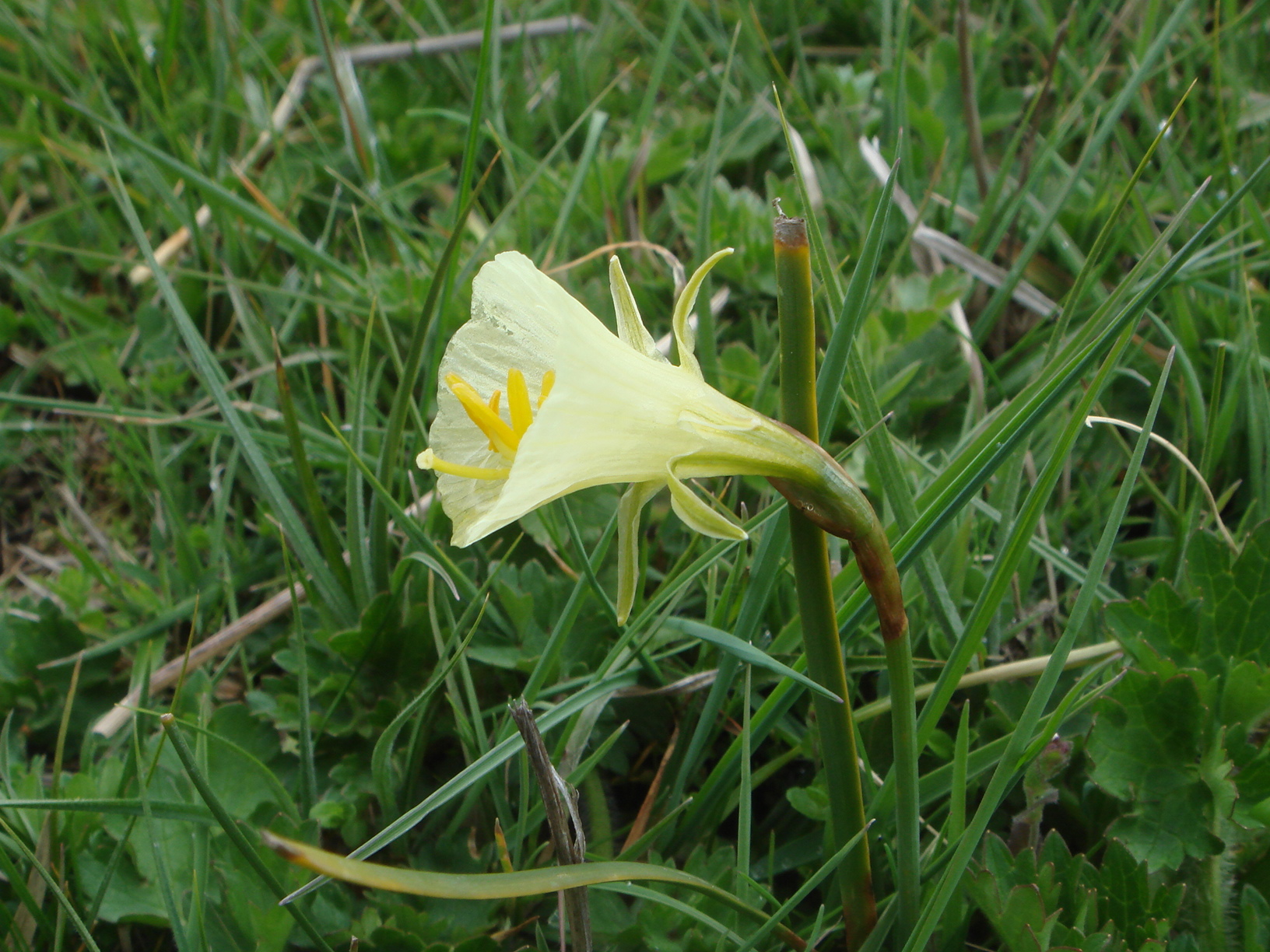
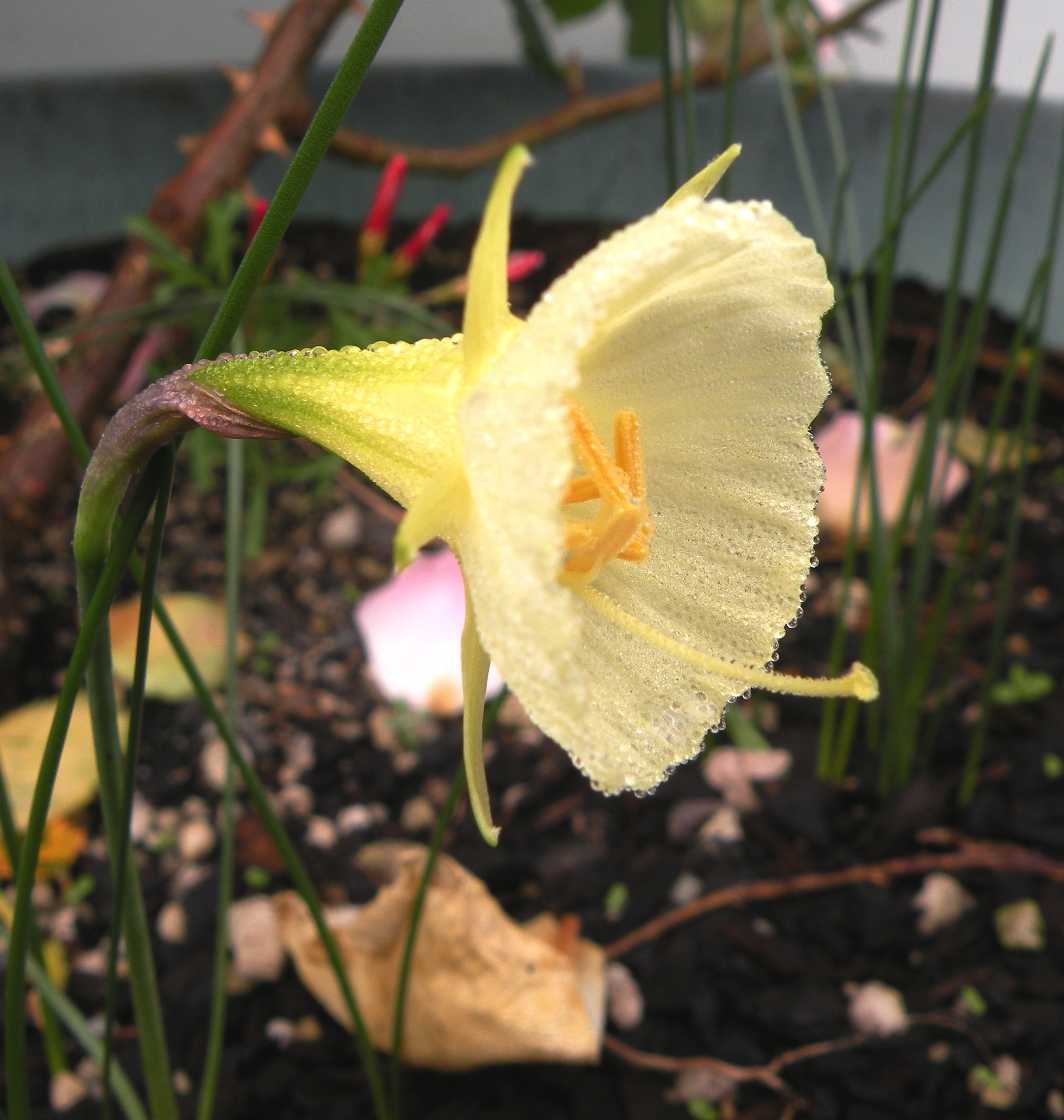
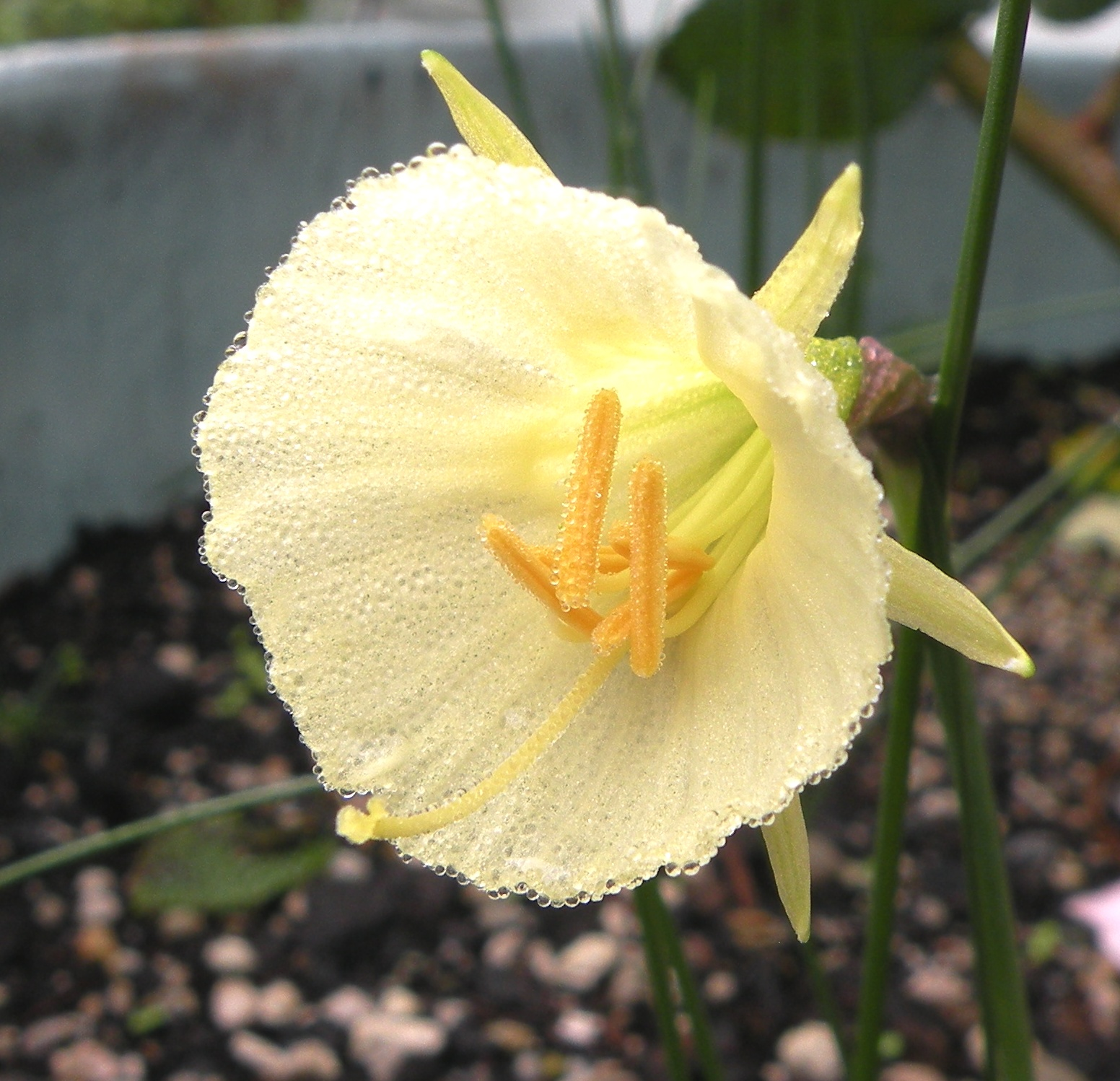